# 541e Volksgrenadierdivisie
De 541e Grenadierdivisie / 541e Volksgrenadierdivisie (Duits: 541. Grenadier-Division / 541. Volksgrenadier-Division) was een Duitse infanteriedivisie tijdens de Tweede Wereldoorlog. 

## Geschiedenis
De divisie werd opgericht als zogenaamde Sperrdivisie op 7 juli 1944 op Oefenterrein Groß-Born in Wehrkreis II als onderdeel van de 29. Welle, uit o.a. de Kampf-Marsch-Bataillone 1043 - 1048 en de III. en IV./Artillerie-Regiment. Op 17 juli 1944 werd de divisie  omgedoopt in 541e Grenadierdivisie.

## 541e Grenadierdivisie
Vrijwel direct daarna kwam de divisie in actie aan het oostfront, vanaf 21 juli 1944, bij het 2e Leger aan de Westelijke Boeg. Op 9 oktober 1944 werd de divisie omgedoopt in 541e Volksgrenadierdivisie.

## 541e Volksgrenadierdivisie
De divisie werd meteen ook op dezelfde stand gebracht als de divisies van de 32. Welle door toevoegen van extra divisie-eenheden. 
De divisie hield de frontlinie noordelijk van Mackeim tot begin december 1944. Daarna volgde een verplaatsing naar Osowiec-Twierdza. Hier werd de divisie getroffen op 13 januari 1945 door het Sovjet Oost-Pruisenoffensief en leed zware verliezen. Een terugtrekking volgde via Augustów-Grajewo en Lyck naar de Festung Lötzen. Vanaf daar ging het in februari richting Bartenstein. De divisie raakte ingesloten in de Heiligenbeil-pocket en de resten werden uiteindelijk eind maart over het Frisches Haff geëvacueerd en per schip naar Heeresgruppe Weichsel getransporteerd. De resten van de werden gebruikt voor de oprichting van de Divisie z.b.V. 606 rond 11 april 1945.

## Bovenliggende bevelslagen
| Legerkorps         | Leger    | Legergroep            | Plaats/regio     | Begin               | Eind                |
| ------------------ | -------- | --------------------- | ---------------- | ------------------- | ------------------- |
| 23e Legerkorps     | 2. Armee | Heeresgruppe Mitte    | Boeg, Narew      | 21 juli 1944        | begin december 1944 |
| 6e Legerkorps      | 4. Armee | Heeresgruppe Mitte    | Osowiec-Twierdza | begin december 1944 |                     |
| 41e Pantserkorps   | 4. Armee | Heeresgruppe Nord     | Oost-Pruisen     | februari 1945       |                     |
| 6e Legerkorps      | 4. Armee | Heeresgruppe Nord     | Oost-Pruisen     | februari 1945       | maart 1945          |
| direct onder bevel |          | Heeresgruppe Weichsel | Swinemünde       | medio april 1945    |                     |

## Commandanten
| Rang                                                | Naam          | Begin        | Eind            |
| --------------------------------------------------- | ------------- | ------------ | --------------- |
| Generalmajor vanaf 1 september 1944 Generalleutnant | Wolf Hagemann | 15 juli 1944 | 26 januari 1945 |

## Samenstelling
- Grenadier-Regiment 1073
- Grenadier-Regiment 1074
- Grenadier-Regiment 1075
- Artillerie-Regiment 1541
- Divisie-eenheden 1541, deels ook 541

Het Grenadier-Regiment 1073 werd op 16 december 1944 opgeheven en vervangen door het Sicherungsregiment 931.